# Пакистано-сомалийские отношения
Пакистано-сомалийские отношения — двусторонние дипломатические отношения между Пакистаном и Сомали.

## История

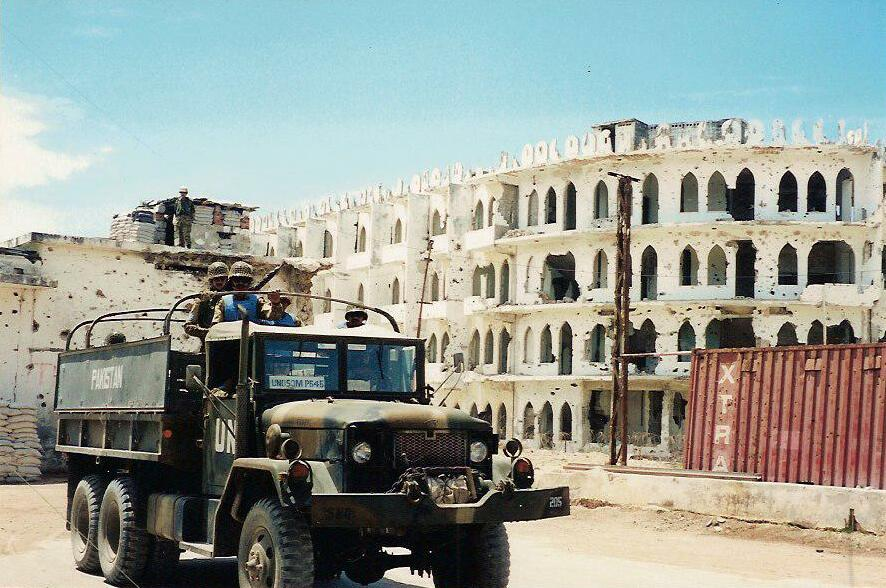
Пакистанские военные в Могадишо.

Отношения между современными территориями Пакистана и Сомали длятся с древних времён. В I веке в древнегреческом географическом сочинении Перипл Эритрейского моря сообщается о коммерческих контактах между торговцами, населяющими территорию современного Сомали и торговцами из Южной Азии через Аравийское море. Многочисленные артефакты из Южной Азии, относящиеся к тому периоду времени, были обнаружены в Сомали. В VII и VIII веках части территорий современных Пакистана и Сомали попали под влияние мусульманских халифатов Омейядов и Аббасидов. В XIX веке Британская империя присоединила себе эти территории: современный Пакистан вошёл в состав Британской Индии, а современный Сомалиленд являлся протекторатом Британское Сомали.
18 декабря 1960 года были установлены дипломатические отношения между Пакистаном и Сомали, вскоре после обретения независимости Сомалийской Республики. В 1969 году страны стали одними из учредителей Организации исламского сотрудничества (ОИК). В 1988 году в Сомали началась гражданская война, но отношения с Пакистаном оставались на высоком уровне, в том числе и по той причине, что пакистанские военные приняли участие в миротворческой миссии ООН. В 2010 году Пакистан предложил предоставить места в Совете Безопасности ООН для стран-членов ОИК и Лиги арабских государств, в которые входит в том числе и Сомали.
20 августа 2012 года было создано Федеральное правительство Сомали, которое стало первым постоянным центральным правительством в стране с начала гражданской войны. Это решение приветствовали власти Пакистана, которые подтвердили неизменную поддержку правительства Сомали, территориальной целостности и суверенитета этого государства, что нашло своё отображение в Исламабадской декларации, принятой на конференции министров иностранных дел ОИК.

## Военное сотрудничество
В 1990-х годах Пакистан направил 5700 военнослужащих для участия в миротворческой деятельности ООН в Сомали. 5 июня 1993 года пакистанские военные приняли бой с сомалийскими повстанцами, в результате которого пакистанцы потеряли убитыми 24 солдата. Предположительно в этом бою повстанцами командовал сомалийский военачальник Мухаммед Фарах Айдид. Кроме того, пакистанские военные приняли участие в Сражении в Могадишо в 1993 году, потеряв одного военнослужащего убитым и двоих раненными. Пакистан также является членом Контактной группы Организации Объединенных Наций по вопросам пиратства у побережья Сомали.

## Торговля
С 2008 по 2009 год Сомали экспортировало в Пакистан товаров на сумму 34 822 059 долларов США, а Пакистан поставил в Сомали товаров на сумму 17 781 883 долларов США. Экспорт Сомали в Пакистан: шкуры животных (овечьи, ягнят, лошадей, коров). Экспорт Пакистана в Сомали: рис, лекарственные средства, кондитерские изделия, одежда.

## Иммиграция
В 2012 году в Пакистане проживало примерно 2500 сомалийцев. Большинство из них являлись студентами, оставшиеся были рабочими мигрантами. В Сомали имеется небольшое сообщество пакистанцев, которые занимаются розничным бизнесом в больших городах.

## Дипломатические представительства
Сомали имеет посольство в Исламабаде, которое было открыто в 1976 году. Дипломатическое представительство возглавляет посол Али Шейх Абдуллахи. Кроме этого, у Сомали имеется почетное консульство в Карачи. В 1973 году Пакистан открыл посольство в Могадишо, которое было закрыто после начала гражданской войны в Сомали.